# هيباكوشا

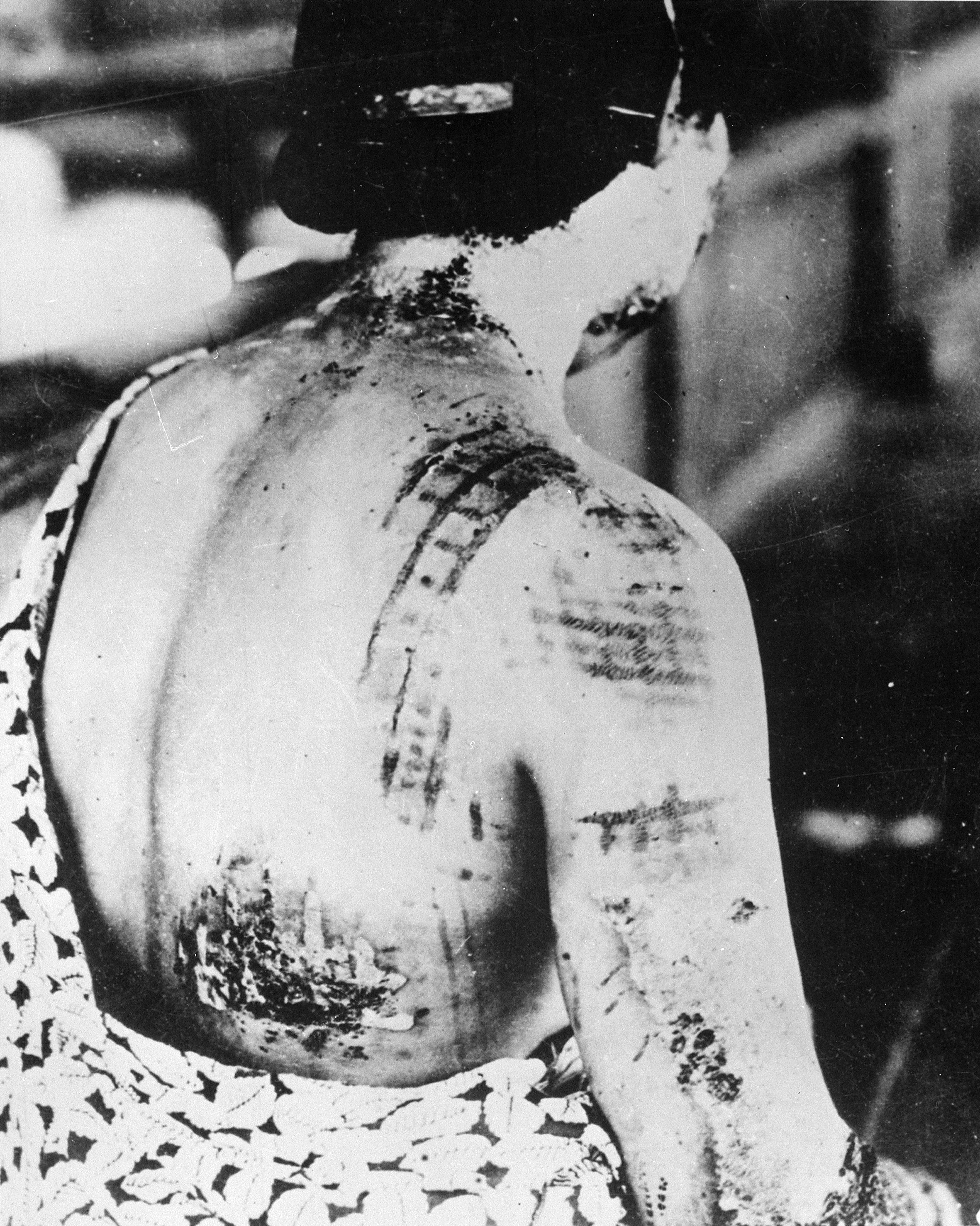
أحد هيباكوشا هيروشيما، حروق نووية; الرسم علي جلدها هو من الكيمونو التي كانت ترتديه أثناء التفجير.

هيباكوشا (باليابانية: 被爆者) هي كلمة ذات أصل ياباني مخصصة للأشخاص الذين تأثروا بفعل القصف الذري علي هيروشيما وناجازاكي لعام 1945.

## المصطلح
كلمة هيباكوشا يابانية، كتبت في الأصل بالكانجي. بينما مصطلح هيباكوشا 被爆者 (هي 被 «متأثر» + باكو 爆 «قنبلة» + شا 者 «شخص») استخدم من قبل في اليابانية لوصف ضحايا أية قنبلة.
حركات مناهضة للأسلحة النووية والمؤسسات، بجوار الآخرين من الهيباكوشا، نشروا المصطلح لوصف أي ضحية مباشرة لكارثة نووية، شاملًة ضحايا مفعل فوكوشيما النووي.

## الاعتراف الرسمي
يعرف قانون إغاثة ناجو القنابل الذرية هيباكوشا كأشخاص يصنفون تحت واحدة أو أكثر من التصنيفات التالية:

ضمن بضع كيلومترات من المراكز التحتية للقنابل ; ضمن مساحة 2 كيلومتر من المراكز التحتية بعد مرور أسبوعين علي القصف ; التعرض للإشعاع من التهاطل نووي؛ أو لم يولد بعد لكن حُمِل من نساء حوامل تحت هذه التصنيفات. اعترفت الحكومة اليابانية بحوالي 650,000 كهيباكوشا. اعتبارًا من 31 مارس، 2019، كان 145,844 منهم علي قيد الحياة، أغلبهم باليابان. تعترف حكومة اليابان ب 1% من هؤلاء الأشخاص علي أنهم يعانون من أمراض بفعل الإشعاع. الهيباكوشا مخولون بدعم من الحكومة. يتلقون كمية محددة الإعانة شهريًا، والذين يعانون من أمراض متعلقة بأيًا من القنبلتين يتلقون إعانة طبية خاصة. تضمن النصب التذكارية في هيروشيما وناجازاكي قوائم بأسامي الهيباكوشا الذين ماتوا منذ التفجيرين. يتم تحديث القوائم سنويًا في الذكري السنوية للتفجيرين، اعتبارًا من أغسطس 2019، يحمل السجل التذكاري أسماء أكثر من 500,000 هيباكوشا ; 319,186 في هيروشيما و182،601 في ناجازاكي.
في 1957، أصدر البرلمان الياباني قانونًا يوفر خدمة طبية للهيباكوشا. خلال سبعينيات القرن ال20، بدأ الهيباكوشا الغير يابانيون الذين عانوا نتيجة التفجيرين بالمطالبة بحق تلقي خدمة طبية مجانية وحق البقاء في اليابان لهذا السبب. في 1987، قننت المحكمة العليا اليابانية أن هؤلاء الأشخاص ملزمون بخدمة صحية مجانية أثناء بقائهم باليابان.